# Kaede Nakamura
Kaede Nakamura (født 3. august 1991) er en japansk fodboldspiller. Hun er medlem af Japans kvindefodboldlandshold.

## Japans fodboldlandshold
| Japans landshold | Japans landshold | Japans landshold |
| År               | Kmp              | Mål              |
| ---------------- | ---------------- | ---------------- |
| 2017             | 3                | 0                |
| Total            | 3                | 0                |